# .hack//Legend of the Twilight
.hack//Legend of the Twilight Bracelet (яп. .hack//黄昏の腕輪伝説 тасогарэ но удэва дэнсэцу), — манга авторства Тацуя Хамадзаки и Рэй Идзуми и её аниме-адаптация, выпущенная в 2003 году студией Bee Train. Legend of the Twilight является хронологически самой поздней работой в мультимедийном проекте .hack, так как описанные в ней события происходят после описанных в .hack//Unison, но ещё до начала .hack Conglomerate. Дословно с японского название манги переводится как «Легенда Сумеречного Браслета», однако в официальном английском переводе аниме, более известном за пределами Японии, его сократили до «Легенды Сумрака» (англ. .hack//Legend of the Twilight).
Несмотря на одинаковую завязку, сюжет манги и аниме в значительной мере расходятся к концу, поэтому канонической принято считать только мангу.

## Сюжет
История вращается вокруг онлайновой игры под названием «The World». Прошло четыре года спустя происшествия под кодовым названием «Twilight», который потряс не только мир игры, но и реальный мир. Корпорация CyberConnect, создатель и оператор «The World», проводит для игроков кампанию «Limited Edition Character». Призом этой кампании должны послужить легендарные персонажи «Kite» и «Black Rose». Брат и сестра, учащиеся в 2-м классе старшей школы, Сюго (старший) и Рэна (младшая), успешно выигрывают этих персонажей. Сюго, собиравшийся выйти из игры, вынужден снова ступить на землю «The World», после того, как его пригласила туда сестра.

## Список и название серий
| №  | .hack//Legend of the Twilight Bracelet |
| -- | -------------------------------------- |
| 1  | Hero of Legend                         |
| 2  | Kite's Bangle                          |
| 3  | The Phoenix's Feather                  |
| 4  | Night of Tanabata                      |
| 5  | Mansion of Terror                      |
| 6  | Trap of Steam                          |
| 7  | Twilight Moon                          |
| 8  | Lonely Noble Knight                    |
| 9  | Impending Doom                         |
| 10 | Phantom City                           |
| 11 | End of the World                       |
| 12 | Beginning of a Legend                  |
| 13 | Let's Meet Offline (Special)           |